# リヤーカト・アリー・ハーン
- リアクァット・アリ・カーン[1]
- リヤーカット・アリー・ハーン[2]
- リアーカト・アリー・ハーン[3]
- リアカト・アリ・カーン[4]
- リアカット・アリ・カーン[5]

リヤーカト・アリー・ハーン（ウルドゥー語: لِیاقت علی خان、1895年10月1日 – 1951年10月16日）は、パキスタンの政治家、法律学者である。ムハンマド・アリー・ジンナーの右腕としてパキスタン建国を指導した。カーイデ・ミッラト（ウルドゥー語: قائد ملت、国民の指導者の意）、シャヒーデ・ミッラト（ウルドゥー語: شہِیدِ مِلّت、国家の殉死者の意）の尊称がある。
1923年全インド・ムスリム同盟に加入、1936年より同連盟書記長を務めた。イギリス領インド中央議会議員、インド中間政府財務相を歴任。1947年、パキスタン独立とともに同国初代首相に就任した。1951年10月16日、ラーワルピンディーでの政治集会で暗殺された。

## 経歴
1895年10月1日、英領インドのパンジャーブ州カーナル地区の大地主の家に生まれた。
1913年、アリーガル・ムスリム大学に入学し、1918年に政治学と法学の学位を得て卒業。さらに1920年からイギリスのオックスフォード大学エクセター・カレッジへ留学し法と正義に関する修士号を得た。大学在籍時代は学生政治に積極的に参加し、在英インド人ムスリム学生のための機関であるムスリム協会の活動にも協力した。1922年、インナー・テンプルで弁護士資格を取得した。学業終了後ヨーロッパ諸国を旅行し、1923年にインドに帰国してからはラホール高等法院の弁護士として活動した。

### 政界入り
1923年、全インド・ムスリム同盟（AIML）に加入し政界入りした。当時のAIMLは低迷しており、ムハンマド・アリー・ジンナーが必死に再興に取り組んでいるところであった。同年、英領インド・パンジャーブ州議会選挙に立候補したが落選。1926年、英領インド・連合州議会選挙にムザッファルナガル選挙区から立候補し当選した。この後1947年まで同州議会議員を続けることとなる。

### ジンナーの知遇
1927年、AIMLはジンナー派とシャフィ派に分裂状態となり、アリー・ハーンはジンナー側につくことを決めた。1928年8月のインド国民会議によるネルー報告書は、ムスリムのための独立した選挙人と比例代表制を廃止する内容であり、ムスリム指導者らは対応を迫られた。アリー・ハーンは国民会議との折衝で活躍し、ジンナーに好印象を与えた。1930年の円卓会議を機にジンナーがロンドンに定住することとなりAIMLが分裂状態になると、アリー・ハーンは妻ラーナとともに渡英し、インドに帰国するようにジンナーを説得した。1934年12月、ジンナーはインドに帰国した。
AIML代表はジンナーが務めたが、1936年の総会でアリー・ハーンはAIMLの名誉書記長に全会一致で選出され、以後組織のまとめ役として精力的にAIMLの再建に取り組んだ。ベンガル州、アッサム州、パンジャブ州、シンド州、北西辺境州、バルチスタン州など特にイスラム教徒が大多数を占める様々な地方に赴き、大衆にAIMLの理念を広めた。

### パキスタン独立運動
1937年、地方議会選挙では、インド国民会議が11州中8州で勝利を収めた。国民会議はヒンドゥー教徒が多数を占める6州でムスリムに対して残酷な「ヒンドゥー政府」ともいえる政策を実施した。
1940年3月、ラホールでのAIML総会で歴史的なラホール決議が採択され、ムスリムが多数を占める北西部と東部の地帯に独立国家を樹立することを目標に掲げた。
1940年、英領インド中央議会議員に選出。
1943年12月のカラチでのAIML総会で、ジンナーは演説の中でアリー・ハーンを「私の右腕」と評し、党とムスリム国家の大義への功績を賞賛した。
1945年、中央議会選挙でメーラト選挙区から出馬し当選。AIMLは30議席を獲得。
1946年1月、地方議会選挙においてAIMLはムスリムの議席のうち87%を占める成功を収めた。
3月、インド独立の機運が高まる中、イギリスのクレメント・アトリー首相は内閣使節団をインドに派遣。領土を大きく3つの地域連合に分け、その上に全体を統括する政府を置く構想を示し、一旦はインド国民会議およびAIMLの了承を得た。しかし、国民会議のジャワハルラール・ネルーの発言に反発したAIMLは7月に受諾を撤回した。AIMLが「直接行動の日」と定めた8月16日、コルカタで大規模な暴動が発生し、4,000人以上の死者が出る惨事となった。
6月、インド副王アーチボルド・ウェーヴェルはインド国民会議とAIMLから代表者を出し、インド中間政府を組織することを提案した。当初は両者とも拒絶したが、イギリス政府の要請もあり10月に中間政府が成立し、アリー・ハーンが財務大臣に就任した。1947年2月、アリー・ハーンは「社会正義の基本原則に基づき、貧困層を統合する」として、「貧者の予算」と呼ばれる歴史的な予算を提出した。予算作成には、マリク・グラム・ムハンマド、チャウドリー・ムハンマド・アリーらの協力を得た。この予算は一般庶民の大きな支持を得た。一方、インド国民会議の支持層である資本家らは国民会議に資金を提供しなくなった。アリー・ハーンが財務大臣として予算を管理することで議員らは予算のやりくりができず不自由を感じていた。こうして議会は、AIMLとの協力は不可能であり、パキスタンの創設が政治的行き詰まりに対する唯一の解決策であると理解するようになった。
インド国民会議は、中央議会のAIML議員をインド制憲議会に参加させるよう総督に迫った。AIMLが望むのはパキスタンの独立であり、インドとしての独立ではなかったため、AIMLは総督に対して「我々の望む形で国を分割すれば済む話である」と進言した。総督はロンドンの内務省に助言を求めた。1946年12月、アトリー首相によってロンドンで会議が催され、アリー・ハーン、ウェーヴェル総督、ネルー、ジンナーらが参加した。アリー・ハーンは直近の選挙でAIMLが支持されたことを根拠に、パキスタン独立の主張を受け入れるよう最大限の説得を試みた。内閣使節団の一員で商務大臣のスタッフォード・クリップスがAIML側に対しネルー率いる中間政府への協力を求めると、AIML側はパキスタンの独立を認める言質を要求した。
1947年2月、英国政府は1948年6月末までにインド側へ統治権を委譲するとの声明を発表した。アリー・ハーンは4月のウェーヴェル副王らとの会議において「英国政府は1948年6月にインド側に統治権を委譲するというが、誰に委譲するのか決めていない、これが問題の根本である」と指摘した。
パンジャブ州と北西辺境州はインド軍に多く含まれる武闘派民族の大多数を輩出する非常な地域であったが、対抗勢力が政治的優位を占めていた。アリー・ハーンらの働きによりパンジャブ州では当時の首長の追い落としに成功した。北西辺境州では、7月に行われた北西辺境州住民投票では圧倒的な差でパキスタンへの分割を支持する結果となった。

### パキスタン独立

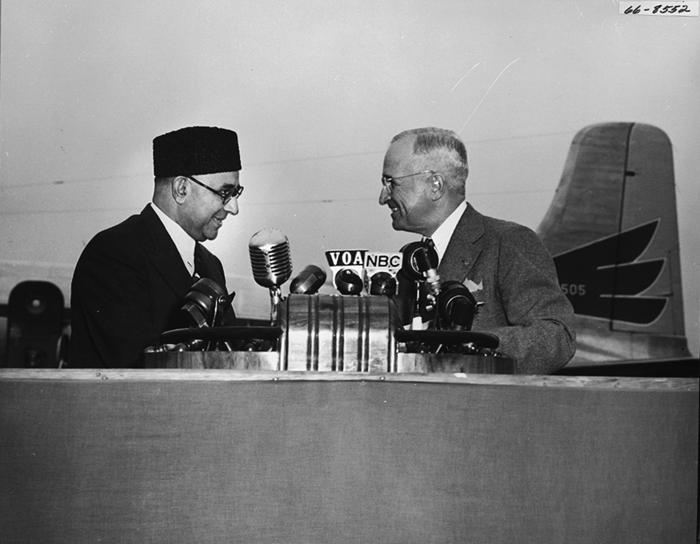
トルーマン米大統領とアリー・ハーン

1947年6月5日よりインドとパキスタンの分割に関する会議をルイス・マウントバッテンが主宰し、ネルー、ヴァッラブバーイー・パテール、ジンナー、アリー・ハーンらが出席し様々な議論が行われた。その結果、インド国民会議とAIMLのトップ2名ずつからなる分割協議会を設置し、総督を議長に据えることで合意した。分割協議会の会議は1週間に3回開催された。
1947年7月、イギリス議会でインド独立法が成立し、インドとパキスタンの独立が正式に認められることとなった。
8月10日にカラチで開かれたパキスタン憲法制定議会の第1回会合において、アリー・ハーンは全ての公的文書でジンナーを「カーイデ・アザム（偉大なる指導者の意）」と表記することを決議した。
同年8月14日、インド総督マウントバッテンはインド独立法に基づくインド独立令を制定した。この日をもってパキスタンはイギリス連邦自治領として独立した。ジンナーがパキスタン総督となり、アリー・ハーンはパキスタンの初代首相に就任した。
パキスタン独立に伴い、パキスタンにおけるAIMLはムスリム連盟へと移行した。

## 首相として
初代首相に任命されたアリー・ハーンは外務大臣および防衛大臣も兼務し、暴動と地域紛争、難民問題に対処した。ムスリム連盟の政治経験は未熟であり、官僚機構を構成する高等教育を受けたムスリムの数も限定的であった。1948年9月にジンナーが死去すると、アリー・ハーンへの責任はますます重くなった。

### 難民と紛争
インドの独立とパキスタンの分割に伴い、約1200万人が難民となり、大勢の女性が誘拐された。
1947年10月、カシミールの帰属をめぐって第一次印パ戦争が勃発。国連安全保障理事会の介入で1948年末をもって停戦。
1950年4月、アリー・ハーンとインド首相ネルーとの間で協定が結ばれ、難民の帰還と財産の処分、誘拐された女性と略奪された財産の返還、強制改宗の禁止、互いの国にある少数派民族の権利を確認した。

### 外交政策
アリー・ハーンはソビエト連邦から距離を置き、西側諸国との緊密な関係へと向かう方向性を打ち出した。アリー・ハーンは1949年にヨシフ・スターリンからモスクワへの招待を受けたがこの訪問は実現せず、代わりにトルーマン米大統領からの招待を受け1950年5月に米国を訪問した。

## 暗殺
1951年10月16日、アリー・ハーンはラーワルピンディーの広場での政治集会に出席した。集会には10万人の聴衆が集まっていた。クルアーンの朗読ののち首相を歓迎する言葉が述べられた。アリー・ハーンは演説のためマイクに向かって歩き、「バラドラン・イ・ミラット」（親愛なる兄弟たちへ）と言ったところで2発の銃声が響いた。アリー・ハーンはよろめきながら仰向けに倒れた。聴衆は深い沈黙の中で呆然とし、何が起こったかを理解すると、人々は泣き出したという。この暗殺は、パキスタン国家の脆弱な民主主義構造の根幹に取り返しのつかないダメージを与えた。
暗殺の犯人は治安部隊によって即座に射殺された。このことにより犯行の動機はいまだ不明のままである。
アリー・ハーンにはシャヒーデ・ミッラト（国民の殉死者の意）の称号が追贈され、暗殺の現場となった広場は「リヤーカト国立公園」と改名された。